# RMS Slavonia
El RMS Slavonia fue un buque de pasajeros de 10.606 toneladas construido en 1902 con el nombre de Yamuna para la British India Line. En 1903 fue vendido a la Cunard Line y rebautizado como Slavonia. En 1909 encalló en las islas Azores y fue declarado siniestro total; todos los ocupantes fueron rescatados. Tras encallar, el Slavonia envió un SOS, la primera vez que un barco utilizaba este código.

## Hundimiento

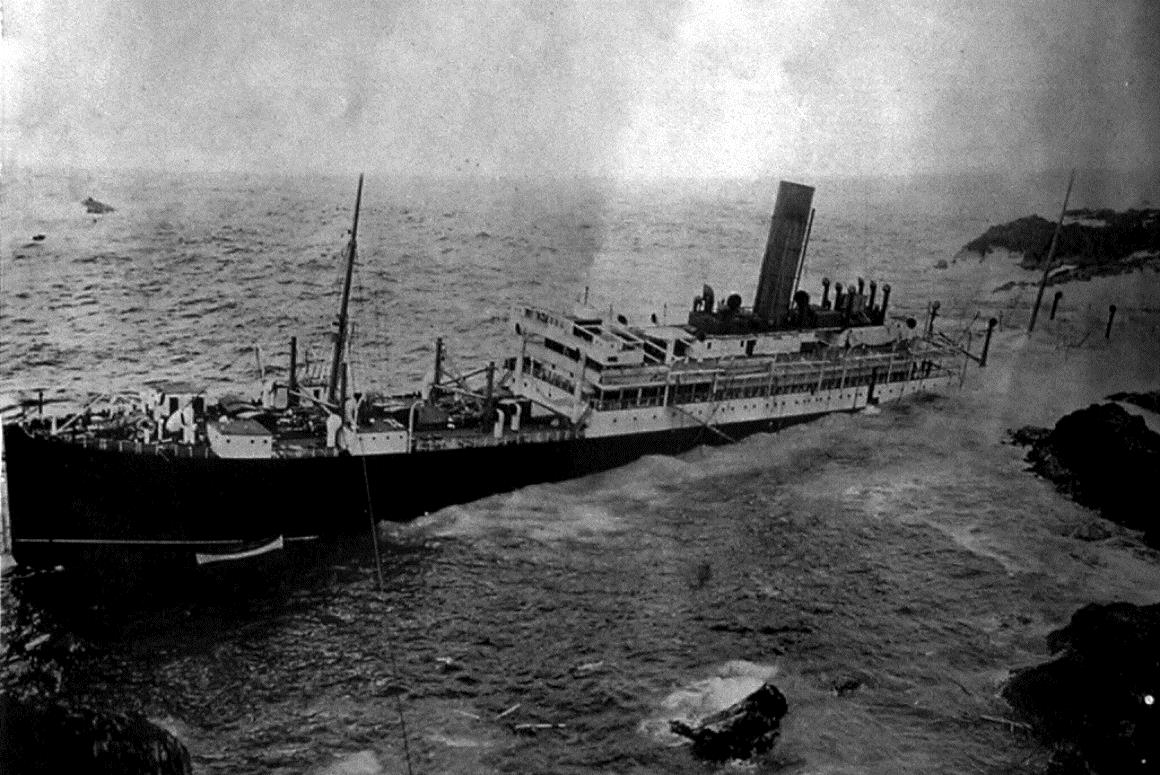
El RMS Slavonia naufragado, fotografiado el 10 de junio de 1909.

El Slavonia zarpó de Nueva York el 3 de junio de 1909 en el que sería su último viaje. El 10 de junio encalló con niebla en Ponta dos Fenais, Isla de Flores, Azores, Portugal. El Prinzess Irene y el Batavia rescataron a todos los pasajeros. El Prinzess Irene recogió a 110 pasajeros de camarote. El Batavia recogió a 300 pasajeros de clase turista, dejando a bordo a la tripulación. Posteriormente, el pecio fue saqueado. El Prinzess Irene desembarcó en Gibraltar a una parte de los pasajeros rescatados. Los 84 que quedaban a bordo viajaron a Nápoles, Italia, donde llegaron el 17 de junio. Los rescatados por el Batavia llegaron a Nápoles el 19 de junio.
El Slavonia fue abandonado y declarado siniestro total. Estaba asegurado por 90.000 libras. Parte de su carga fue rescatada: 400 sacos de café, 1.000 lingotes de cobre y 200 barriles de aceite. También se rescataron 25 piezas de maquinaria agrícola y diversos pertrechos. Fueron llevados a Liverpool, Lancashire, por el buque Letty. Se llevó a cabo una investigación de la Junta de Comercio sobre la pérdida del Slavonia. Su capitán fue severamente amonestado por desviarse 10,5 millas náuticas (19,4 km) de su rumbo e ir a una velocidad excesiva para las condiciones reinantes.  La Junta de Comercio concedió a los capitanes del Batavia y del Prinzess Irene una placa en reconocimiento a sus esfuerzos por rescatar a los pasajeros del Slavonia. El responsable de la estación inalámbrica de la isla de Flores también recibió una placa. Sus dos ayudantes recibieron una suma de dinero cada uno.